# جان مونغا أونغوان
جان مونغا أونغوان (بالفرنسية: Jean Manga Onguéné)‏ (12 يونيو 1946 الكاميرون - ) هو لاعب كرة قدم كاميروني يلعب كمهاجم.

## روابط خارجية
- جان مونغا أونغوان على موقع الاتحاد الدولي (مؤرشف)  (الإنجليزية)
- جان مونغا أونغوان على موقع قاعدة بيانات كرة القدم.إي يو (الإنجليزية)
- جان مونغا أونغوان على موقع ناشيونال فوتبول تيمز (الإنجليزية)
- جان مونغا أونغوان على موقع عالم كرة القدم.نت (الإنجليزية)